# Schnaid (Hallerndorf)
Schnaid ist ein Gemeindeteil der Gemeinde Hallerndorf im Landkreis Forchheim (Oberfranken, Bayern).

## Geografie
Das Pfarrdorf in der naturräumlichen Landschaftseiheit des Bamberger Rhät-Lias-Hügellandes befindet sich etwas weniger als drei Kilometer nordwestlich des Ortszentrums von Hallerndorf auf einer Höhe von 351 m ü. NHN.

## Geschichte
Die Gründung des ursprünglich als „Sneita“ bezeichneten Dorfes war im 18. Jahrhundert als eine Ortsanlage durch freibäuerliche Siedler. Bis zum Beginn des 19. Jahrhunderts unterstand Schnaid der Landeshoheit des Hochstifts Bamberg. Die Dorf- und Gemeindeherrschaft wurde vom Domkapitel Bamberg wahrgenommen. Die Hochgerichtsbarkeit übte das bambergische Amt Bechhofen in Zentbechhofen als Centamt aus.
Als das Hochstift Bamberg infolge des Reichsdeputationshauptschlusses 1802/03 säkularisiert und unter Bruch der Reichsverfassung vom Kurfürstentum Pfalz-Baiern annektiert wurde, wurde Schnaid damit ein Bestandteil der bei der „napoleonischen Flurbereinigung“ in Besitz genommenen neubayerischen Gebiete.
Durch die Verwaltungsreformen zu Beginn des 19. Jahrhunderts im Königreich Bayern wurde Schnaid mit dem Zweiten Gemeindeedikt 1818 eine Ruralgemeinde, zu der auch das Dorf Stiebarlimbach gehörte. Im Zuge der Gebietsreform in Bayern wurde die Gemeinde Schnaid am 1. Januar 1974 in die Gemeinde Hallerndorf eingegliedert.

## Verkehr
Die von Stiebarlimbach kommende Kreisstraße FO 10 durchquert den Ort und führt weiter nach Kleinbuchfeld im Landkreis Bamberg. Von dieser zweigt in Richtung Hallerndorf die Kreisstraße FO 19 ab. Der ÖPNV bedient das Dorf an einer Haltestelle der Buslinie 265 des VGN. Der nächstgelegene Bahnhof an der Bahnstrecke Nürnberg–Bamberg befindet sich im Eggolsheimer Gemeindeteil Neuses.
Durch den Ort verläuft der Fränkische Marienweg.

## Baudenkmäler

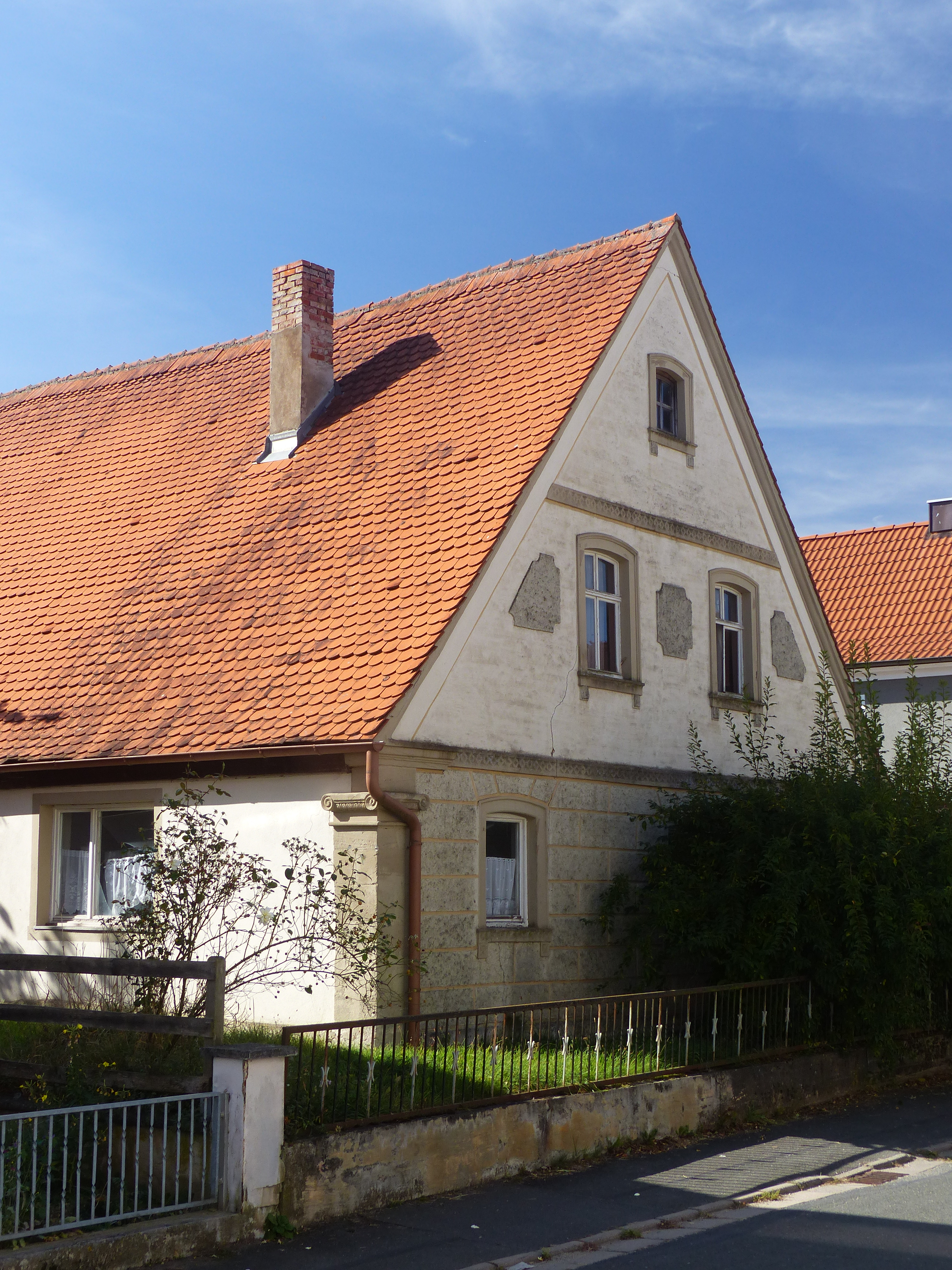
Denkmalgeschütztes Bauernhaus

In und um Schnaid gibt es 14 denkmalgeschützte Objekte, darunter die katholische Pfarrkirche St. Peter und Paul mit zugehörigem Pfarrhaus, ein Brunnenhaus und ein Bauernhaus.